# Patrulla Águila

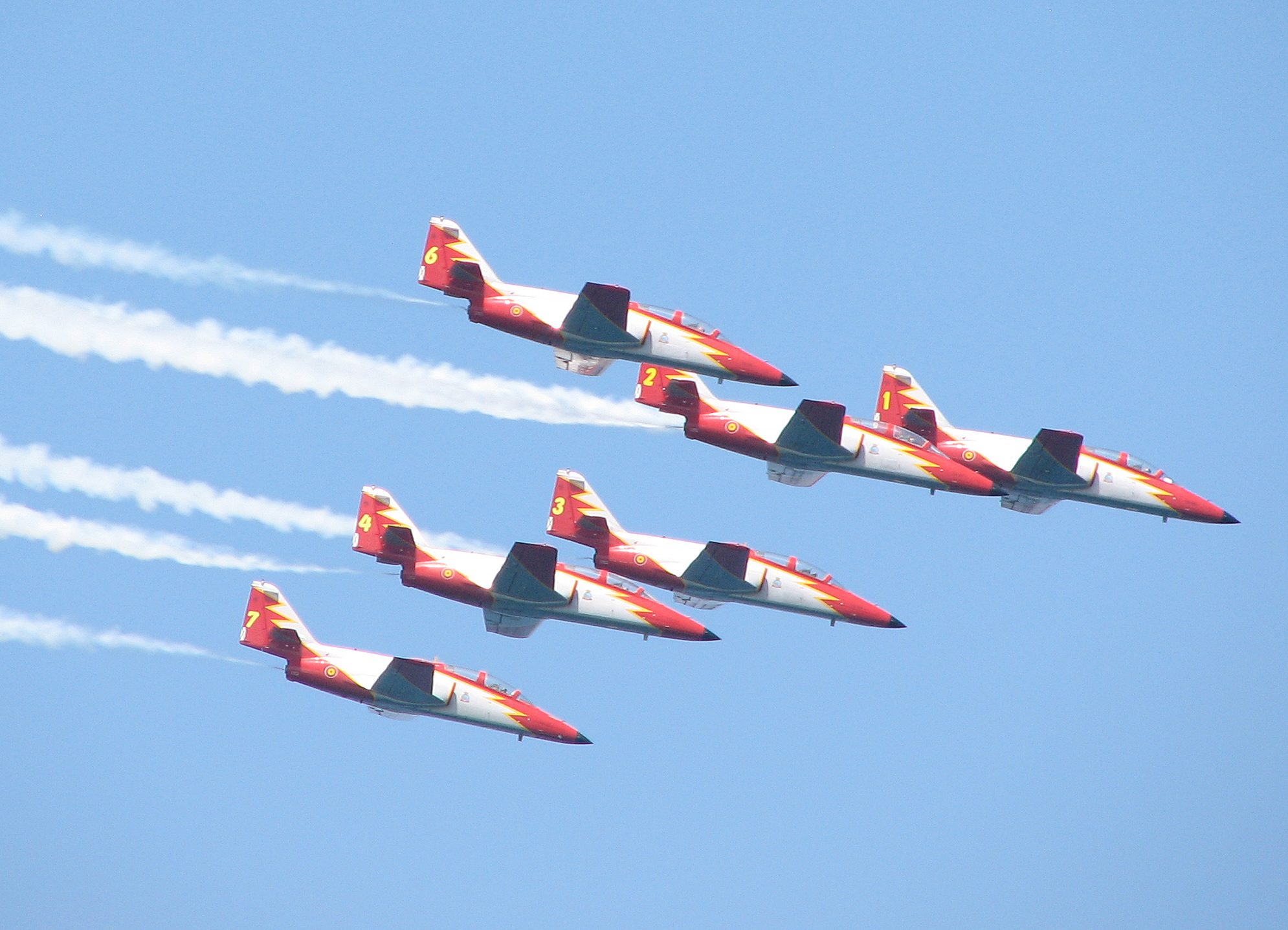
La Patrulla Águila en 2007.

La Patrulla Águila (littéralement, la « Patrouille Aigle ») est l'escadrille de vol acrobatique de l'armée de l'air espagnole (Ejército del Aire) qui se compose de sept avions CASA C-101. Elle maîtrise une technique de niveau mondial, entre autres le looping inversé et l'atterrissage en formation. C'est la seule patrouille acrobatique utilisant de la fumée jaune au cours de ses démonstrations en vol.

## Historique

### Prédécesseurs
Au cours des années 1950 et 1960, il existait en Espagne plusieurs patrouilles acrobatiques qui rassemblèrent le savoir-faire et l'expérience dont la Patrulla Águila profite aujourd'hui. Il s'agissait de :
- la patrouille de l'école de formation de base de Matacán, créée à Salamanque en 1954 ;
- la patrouille de la base aérienne Talavera la Real, de Badajoz ;
- la patrouille de la base aérienne de Los Llanos, à Albacete ;
- la Patrulla Ascua de la base aérienne de Manises, à Valencia.

### Création et premiers pas
La mise en service du CASA C-101, un avion de fabrication espagnole idéal pour effectuer de la voltige aérienne, favorisa la création en 1985 d'une patrouille acrobatique à vocation permanente, animée principalement par le capitaine Carrizosa.
La patrouille fit son premier entraînement le 4 juin 1985, ses pilotes étant sélectionnés parmi le personnel enseignant de l'Academia General del Aire. Le nombre d'avions dont elle se composait passa de cinq à sept en peu de temps, la livrée du fuselage s'inspirant de celle de la défunte Patrulla Ascua, enrichie de motifs type flammes.

### Portrait de la patrouille actuelle
La Patrulla Águila, alors riche de vingt ans d'expérience, cumule en 2005 plus de 16 000 heures de vol et a effectué plus de 300 démonstrations tant civiles que militaires, notamment lors de l'exposition universelle de Séville (au cours de laquelle elle utilisa pour la première fois des nuages de fumée aux couleurs de l'Espagne) ou lors des Jeux olympiques de Barcelone en 1992. L'une de ses prestations les plus récentes fut celle donnée à l'occasion du match de football commémoratif du centenaire du Club Atlético de Madrid où elle survola le stade Vicente-Calderón.
Ses pilotes enseignent toujours à l'Academia General del Aire.

## Les avions

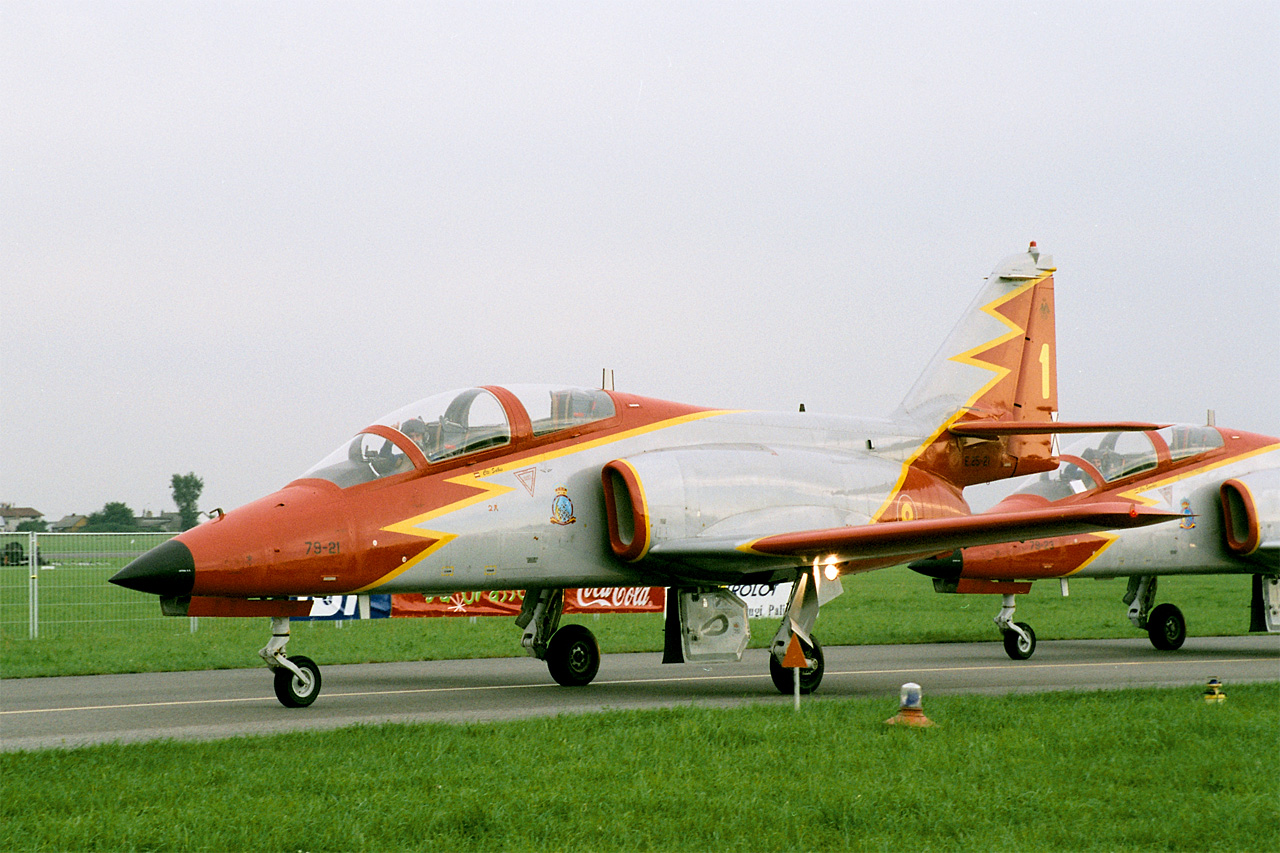
Le CASA C-101, l'avion de la Patrulla Águila.

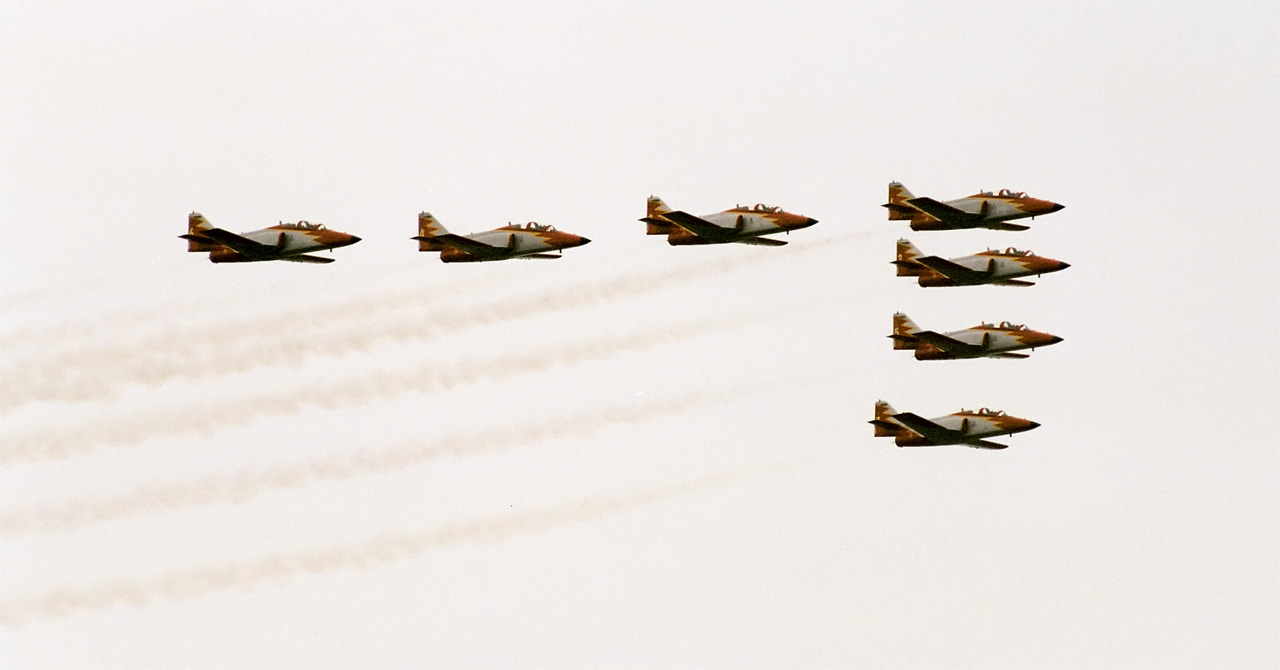
La patrouille en formation dite cuña (coin) au cours d'une présentation en Pologne.

La Patrulla Águila met en ligne sept avions de type C-101 de 1985 a 2025. C'est un biplace capable d'atteindre une vitesse de 770 km/h et une altitude de 42 000 pieds (12 800 mètres) . Sa vocation première est la formation et l'entraînement. Le 15 juin 2025, le CASA C-101 effectue sa dernière représentation et il est remplacé par le Pilatus PC-21.
La patrouille est composée de sept pilotes (plus un coordinateur au sol et le personnel de soutien au sol) désignés comme suit selon leur fonction dans la formation :
- Líder (leader) ou Águila 1 : en formation standard de la patrouille, le leader occupe la place de tête, les autres membres se disposant sur ses côtés ou en derrière, extendiéndose. Le leader dirige la patrouille pendant la totalité du vol.
- Puntos (points) droit et gauche ou Águilas 2 et 3 : les puntos se placent en arrière et de chaque côté du leader. Chacun est chargé de respecter l'écartement de ses ailes.
- Perro (chien) ou Águila 4 : Le perro vole derrière le leader et les puntos, les quatre formant ainsi un losange.
- Solo ou Águila 5 : celui-ci est chargé des manœuvres allant jusqu'aux limites de l'avion.
- Pares (pairs) droit et gauche ou Águilas 6 et 7 : ils forment les éléments latéraux de la formation. et sont les responsables des manœuvres requérant le plus haut niveau de précision et de coordination.

Ces sept avions peuvent réaliser un grand nombre de figures différentes dont la cuña (le coin, photo), le poker (hexagone), la flèche, le delta ou la pique (ascua).

### Personnel de soutien
La patrouille reçoit le soutien d'un grand nombre de spécialistes. Le travail de préparation commence 4 heures avant la présentation et se termine 3 heures après la fin de celle-ci. Le personnel de soutien au sol comprend les spécialistes ci-dessous. Il est placé sous la direction d'un ingénieur en aéronautique.
- chef de l'équipe de maintenance,
- Línea de aviones ?
- équipe de marque,
- équipe de soutien,
- personnel pour tâches administratives.
- vidéo et photo : ces personnes enregistrent tous les détails de chaque présentation en vol dans le but d'améliorer la prestation grâce à des visualisations a posteriori.

## La présentation en vol
La patrouille effectue ses présentations du printemps à l'automne et fait une pause pendant l'hiver. L'entraînement reprend en février et les premières présentations ont lieu en avril. Elles durent environ 25 minutes. Pendant ce temps, la patrouille reste unie à l'exception du soliste Solo (Águila 5) et des pares (Águilas 6 et 7) qui se désolidarisent brièvement pour effectuer des manœuvres spéciales avant de rejoindre la formation.

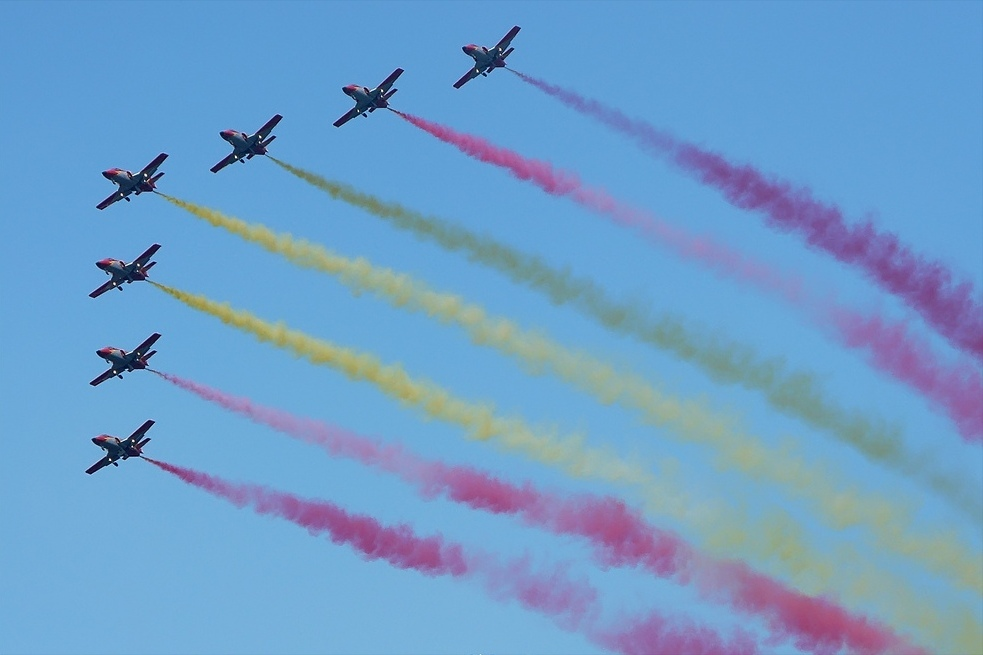
La Patrulla Águila au festival aérien de Vigo (2009).
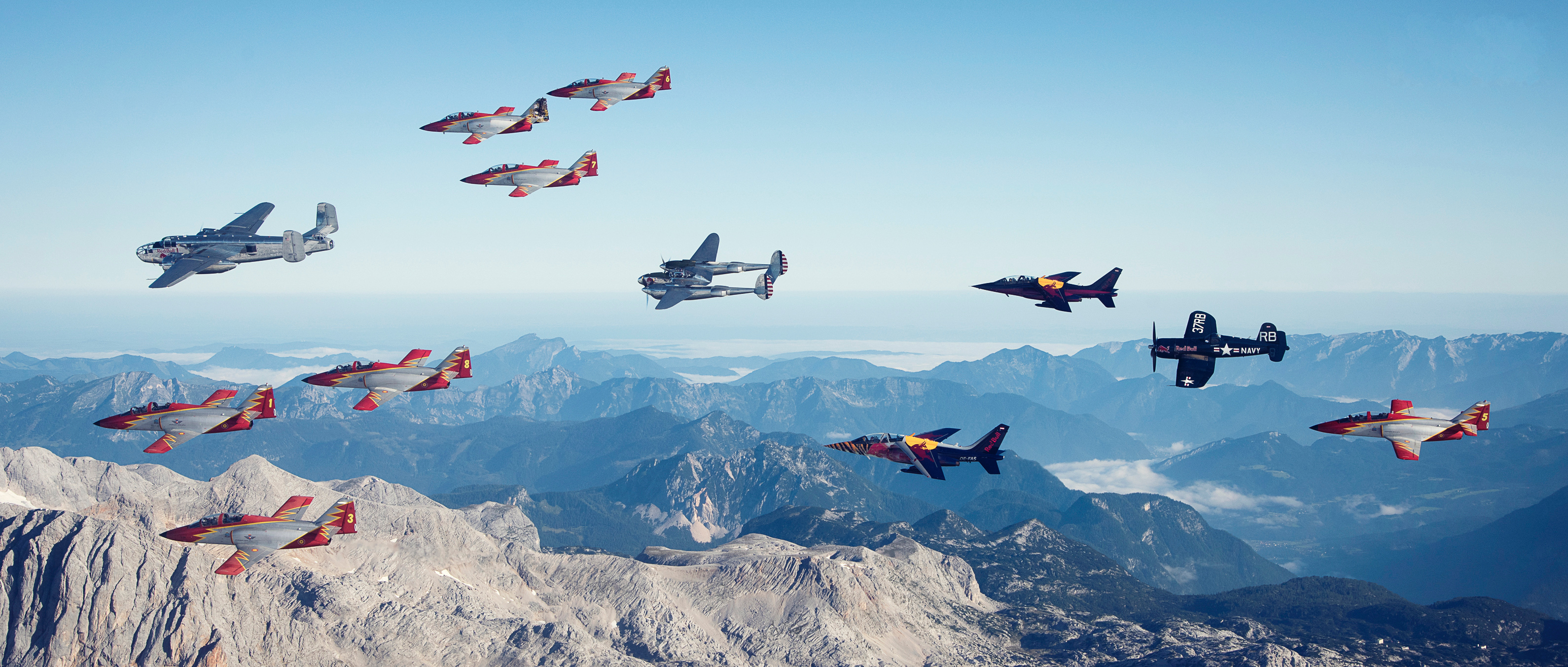
La Patrulla Águila avec les Flying bulls au-dessus des montagnes autrichiennes.
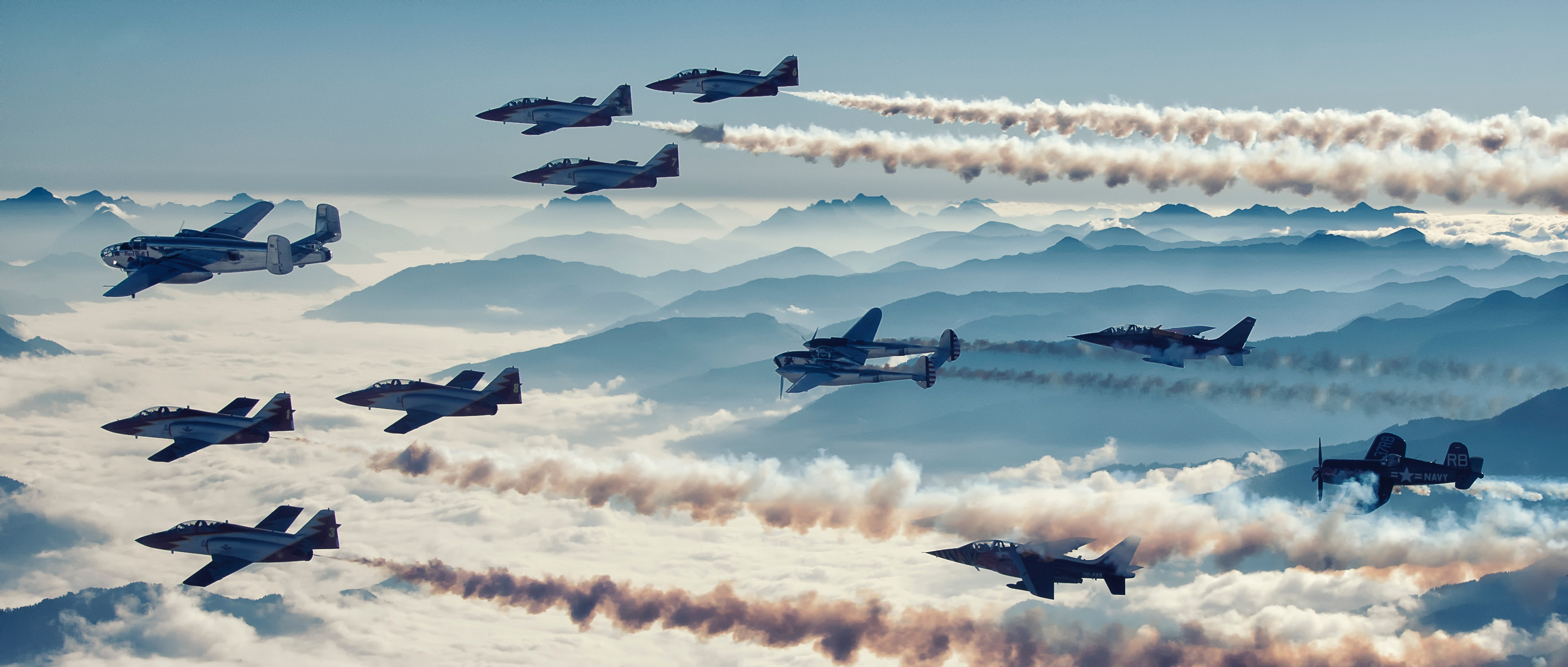
Encore avec les Flying bulls

Les manœuvres de la patrouille s'effectuent à trois niveaux d'altitude différents (appelés tablas) :
1. haut niveau (tabla alta) : supérieur à 4 500 pieds (environ 1 400 mètres) à la base de la manœuvre ;
2. bas niveau (tabla baja) : supérieur à 2 500 pieds (environ 762 mètres) à la base ;
3. très bas niveau (tabla plana) : supérieur à 1 500 pieds (environ 460 mètres) à la base.